# Trnovo ob Soči
Trnovo ob Soči (Duits: Dornegg an der Sontig) is een plaats in Slovenië en maakt deel uit van de gemeente Kobarid in de NUTS-3-regio Goriška. De plaats telde 129 inwoners op 1 januari 2020.